# 호시나 미즈키
호시나 미즈키(일본어: 星名 美津紀, 1996년 5월 14일~)는 일본의 그라비아 아이돌이다.